# L'Entreprenant Monsieur Petrov
Pour les articles homonymes, voir Petrov et Shall We Dance.
Pour plus de détails, voir Fiche technique et Distribution.
L'Entreprenant Monsieur Petrov (titre original : Shall We Dance) est un film musical américain réalisé par Mark Sandrich, sorti en 1937.

## Synopsis
Un danseur classique, Petrov (Fred Astaire), passionné par le jazz et les claquettes, tombe amoureux d'une jeune fille (Ginger Rogers) en regardant des photos d'elle. Il décide de la voir et se fait passer pour un Russe. Linda Keene (la jeune fille) est étonnée et surtout excédée à cause d'un de ses partenaires qu'elle déteste et qui l'a embrassée. Elle décide de partir pour New York rejoindre son fiancé Jim Montgomery (William Brisbane) malgré l'avis de son manager Arthur Miller (Jerome Cowan). Apprenant qu'elle embarque sur le Queen Anne, Petrov se hâte d'accepter la proposition de son imprésario Jeffrey Baird (Edward Everett Horton) : partir pour l'Amérique où il donnera des représentations classiques. Sur le bateau, Petrov retrouve Linda Keene comme prévu et tente de la séduire. Alors qu'elle tombe sous le charme, une rumeur de mariage répandue par une danseuse de la troupe éconduite par Petrov circule. Comme le danseur se trouve toujours avec Linda Keene, on en déduit qu'ils sont mariés, ce qui brise leur relation amicale.
Linda décide de quitter le bateau à bord de l'avion postal et laisse Petrov désemparé. Ils se retrouvent dans le même hôtel et décident de se marier puis de divorcer afin de mettre fin aux conjectures. Le mariage se fait dans le New Jersey, où ils ne risquent pas d'être reconnus. Malheureusement, Denise (Ketti Gallian), la danseuse qui a répandu la rumeur, revient voir Petrov et tente de découvrir s'il est marié. Linda, prenant Denise pour l'amante de Petrov part sur le champ et décide de demander le divorce. Entre-temps, Petrov décide de monter un spectacle fusionnant classique et claquettes. Comme il a du mal à danser avec quelqu'un d'autre que Linda, et pour assurer le succès du spectacle, il fait fabriquer des masques à l'effigie de la jeune fille et les distribue à ses partenaires. Le grand jour arrive, Linda est dans la salle. Émue par l'idée de Petrov elle se rend dans les coulisses et enfile un des costumes. Elle surprend Petrov au milieu d'une scène et ils sont enfin réunis pour une ultime danse.

## Fiche technique
- Titre original : Shall We Dance
- Titre français : L'Entreprenant Monsieur Petrov
- Réalisation : Mark Sandrich
- Scénario : Allan Scott, Ernest Pagano d'après une histoire de Lee Loeb et Harold Buchman
- Adaptation : P. J. Wolfson
- Production : Pandro S. Berman
- Société de production : RKO
- Distribution : RKO
- Musique : George Gershwin et (non crédités) Robert Russell Bennett, Nathaniel Shilkret
- Chorégraphie : Hermes Pan et Harry Losee
- Directeur de la photographie : David Abel et Joseph F. Biroc (non crédité)
- Montage : William Hamilton
- Cadreur : J. Roy Hunt (non crédité)
- Direction artistique : Van Nest Polglase et Carroll Clark (associé)
- Décors de plateau : Darrell Silvera
- Costumes : Irene
- Studio : RKO
- Pays d'origine :  États-Unis
- Format : Noir et blanc - 35 mm - 1,37:1 - Mono (RCA Victor System)
- Langue : anglais et français
- Genre : film musical
- Durée : 109 minutes
- Dates de sortie : 
  - États-Unis : 7 mai 1937 (première), 13 mai 1937 (New York)
  - France : 22 septembre 1937

## Distribution
- Fred Astaire : Petrov (Peter P. Peters)
- Ginger Rogers : Linda Keene
- Edward Everett Horton : Jeffrey Baird
- Eric Blore : Cecil Flintridge
- Jerome Cowan : Arthur Miller
- Ketti Gallian : Lady Denise Tarrington
- William Brisbane : Jim Montgomery
- Harriet Hoctor

Acteurs non crédités
- Ben Alexander : Evans, le chef d'orchestre
- Charles Coleman : un policier à Central Park
- Jean De Briac : le producteur du spectacle
- Dudley Dickerson : un chanteur en salle des machines
- Rolfe Sedan : le maître de ballet
- Ann Shoemaker : Mme Fitzgerald

## Musique
- Il s'agit d'une des rares collaborations directes des frères George et Ira Gershwin avec le cinéma hollywoodien. George commença à éprouver pendant qu'il travaillait sur la partition les premiers symptômes de la tumeur au cerveau qui allait l'emporter.
- Les Gershwin connaissaient très bien Rogers et Astaire, Fred Astaire ayant travaillé avec eux sur leurs comédies musicales à Broadway, devenant leur ami dès les années 1920. La chanson « Let's Call the Whole Thing Off » a été inspirée par la façon dont Fred Astaire et Ginger Rogers avaient tendance à prononcer de façon différente des mots comme either ou potato.
- La chanson « They Can't Take That Away From Me » (« Ils ne peuvent pas m'enlever cela » en français) a reçu l'Oscar de la meilleure chanson en 1937, qui est devenue un standard de jazz et a été composée pour ce film. Elle y est simplement chantée par Astaire à Rogers. Douze ans plus tard, au cours du tournage de leur dernier film, Entrons dans la danse (dont Ira Gershwin avait signé les paroles des chansons), Ginger Rogers suggéra de reprendre le morceau pour qu'il soit cette fois-ci également dansé.

## À noter
- Septième des dix films tournés ensemble par Fred Astaire et Ginger Rogers, le dernier avant une brève séparation du tandem.
- Ce film reprend la structure narrative de Top Hat (Le Danseur du dessus) au point qu'il peut être considéré comme un Top Hat 2. Le personnage principal tombe amoureux d'une jeune femme qui, d'abord séduite, se méprend ensuite sur son identité ou ses intentions et le fuit, l'obligeant à élaborer un stratagème pour lui prouver la réalité de son amour. Signe qu'il s'agissait de renouveler le succès du premier film, Paris y a remplacé Londres et New York, Venise, reprenant la dualité géographique de la narration, tandis que deux des rôles secondaires ont été à nouveau distribués aux acteurs Edward Everett Horton et Eric Blore, qui y assuraient le même contrepoint comique que dans la première histoire, en occupant des situations sociales similaires. Deux innovations chorégraphiques furent plus particulièrement notables : le voyage en paquebot permet d'insérer un numéro accompagné par des musiciens-mécanos noirs dans la salle des machines, ce qui est un hommage explicite au jazz afro-américain et aux claquettes et le film donna l'occasion d'un numéro dansé sur patins à roulettes, quoi qu'après celui de Chaplin dans Les Temps modernes (1936).
- Un dessin animé de Walt Disney, L'Entreprenant M. Duck (1940) s'inspire de ce film.